# Veneneia
Veneneia est le deuxième plus grand cratère d'impact sur l'astéroïde (4) Vesta. Il est situé à 52° de latitude et mesure 395 kilomètres de diamètre, ce qui représente 70 % du diamètre équatorial de l'astéroïde. Il s'agit par ailleurs d'un des plus grands cratères du système solaire. 
Découvert par la sonde spatiale Dawn en 2011, il daterait d'il y a au moins deux milliards d'années, voire jusqu'à 4,2 milliards d'années. Cependant, il est recouvert et partiellement effacé par Rheasilvia, le plus grand cratère de l'astéroïde ; ce dernier est donc plus récent.
Il porte le nom de Veneneia, l'une des premières vestales.
Vesta possède une série de creux dans l'hémisphère nord concentriques à Veneneia. Il est suggéré qu'il s'agirait de fractures à grande échelle résultant de l'impact. La plus grande structure est Saturnalia Fossa, mesurant environ 39 km de large pour plus de 400 km de longueur.